# Juan Viedma
Juan José Viedma Schenkhuizen (Heemskerk, 27 oktober 1974) is een Nederlands-Spaans voormalig voetballer die doorgaans als verdediger of verdedigende middenvelder speelde.

## Loopbaan
In de jeugd speelde hij voor ADO '20, Telstar en Ajax. Viedma debuteerde bij N.E.C. in het seizoen 1994/95 in Eredivisie. Hij speelde vanaf 1996 twee seizoenen met SD Compostela in Primera División en drie seizoenen Segunda División A. In het seizoen 2001/02 keerde hij terug in Nederland bij RBC Roosendaal waarmee hij naar de Eredivisie promoveerde. Hij sloot zijn profcarrière in 2007 af bij FC Omniworld. Daarna speelde hij één seizoen in de Hoofdklasse A bij de amateurs van Katwijk. In het seizoen 2008/2009 kwam hij uit voor FC Uitgeest.
In 2013 werd hij assistent-trainer bij VV Monnickendam. Naast het voetbal werkt hij bij een detacheringsbureau. In de zomer van 2018 participeerde hij in de Spaanse club CF La Nucía die in de Tercera División speelt.

## Clubstatistieken
| seizoen | club           | land      | competitie         | duels | goals |
| ------- | -------------- | --------- | ------------------ | ----- | ----- |
| 1994/95 | N.E.C.         | Nederland | Eredivisie         | 5     | 0     |
| 1995/96 | N.E.C.         | Nederland | Eredivisie         | 25    | 1     |
| 1996/97 | SD Compostela  | Spanje    | Primera División   | 16    | 1     |
| 1997/98 | SD Compostela  | Spanje    | Primera División   | 25    | 1     |
| 1998/99 | SD Compostela  | Spanje    | Segunda División A | 32    | 2     |
| 1999/00 | SD Compostela  | Spanje    | Segunda División A | 16    | 1     |
| 2000/01 | SD Compostela  | Spanje    | Segunda División A | 7     | 0     |
| 2001/02 | RBC Roosendaal | Nederland | Eerste Divisie     | 26    | 1     |
| 2002/03 | RBC Roosendaal | Nederland | Eredivisie         | 8     | 0     |
| 2003/04 | RBC Roosendaal | Nederland | Eredivisie         | 16    | 0     |
| 2004/05 | RBC Roosendaal | Nederland | Eredivisie         | 13    | 0     |
| 2005/06 | FC Omniworld   | Nederland | Eerste Divisie     | 24    | 1     |
| 2006/07 | FC Omniworld   | Nederland | Eerste Divisie     | 20    | 1     |